# Parc national de Bialowieza
Le parc national de Białowieża, dit aussi de Bialovèse ou de Belovej (polonais : Białowieski Park Narodowy ; biélorusse : Белавежскі нацыянальны парк, Bielaviejski natsianalny park, ou Белавескі нацыянальны парк, Bielavieski natsianalny park ; russe : Беловежский национальный парк, Belovejski natsionalny park), est un des plus anciens parcs naturels d'Europe, situé à cheval sur la Pologne et la Biélorussie. Créé en 1921 à partir d'un ancien domaine de chasse royal puis impérial, et devenu parc national en 1932 sous le nom de Park Narodowy w Białowieży, il a été classé au patrimoine mondial de l'humanité en 1977 pour la partie polonaise et en 1992 pour la partie biélorusse. La partie polonaise du parc constitue la zone centrale de la réserve de biosphère de la forêt de Białowieża.
Il est connu pour la protection de la partie la mieux préservée de la forêt de Białowieża, le dernier fragment de forêt primitive tempérée d’Europe qui s’étendait autrefois à travers la plaine européenne. Il abrite la plus grande population mondiale de bisons d’Europe, animal symbole du parc.
Le site est coupé en deux depuis 1945 par la frontière entre la Pologne et la Biélorussie et il s'agit en pratique de deux parcs distincts, l'un en Pologne (Białowieski Park Narodowy) et l'autre en Biélorussie (Белавежскі нацыянальны парк), pour une surface totale d'environ 163 500 hectares.

## Description
Ce parc est en grande partie forestier et inclut la forêt primaire de Białowieża. Il comprend une faune et une flore très riches, avec environ 200 espèces d'oiseaux et 62 espèces de mammifères, dont une population de bisons d'Europe.
Des discussions ont lieu entre des organisations de protection de la nature et l'État sur la possibilité d'étendre le parc à l'ensemble de la forêt. Cette dernière reste en effet exploitée par l'homme et, de plus, la zone protégée serait trop petite pour assurer la pérennité de certaines espèces rares ainsi que le renouvellement des vieux arbres.

### Flore

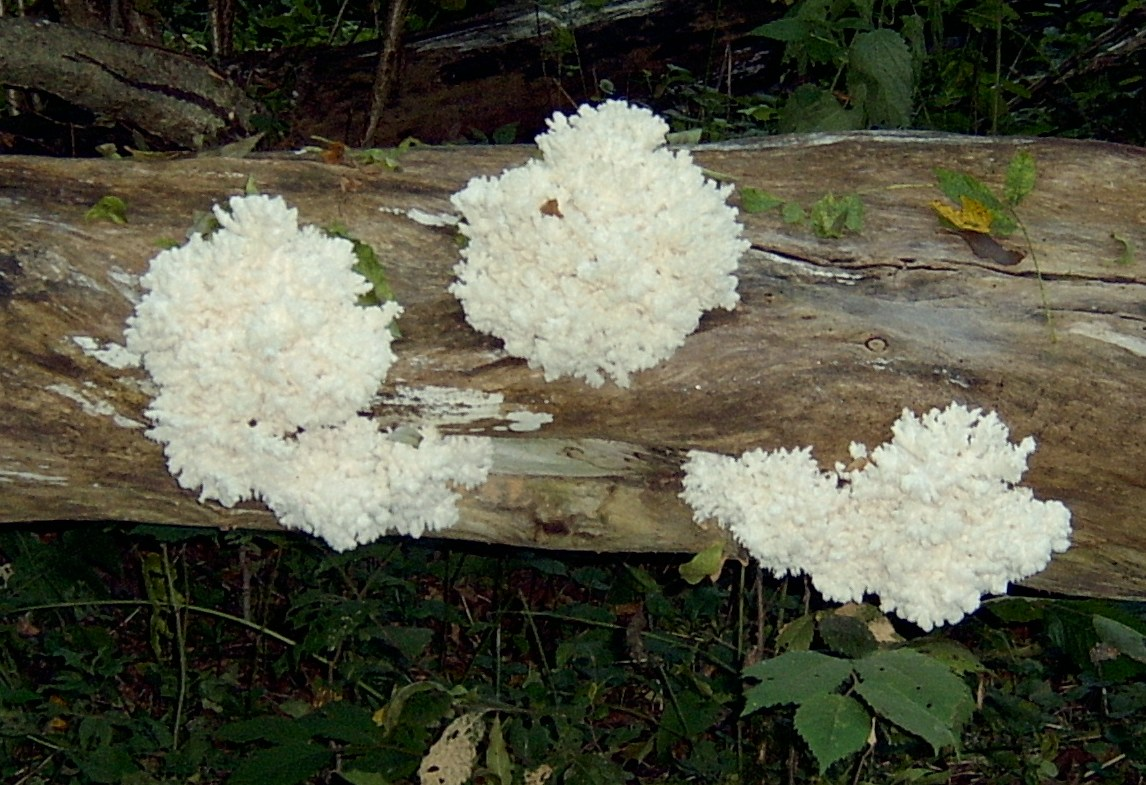
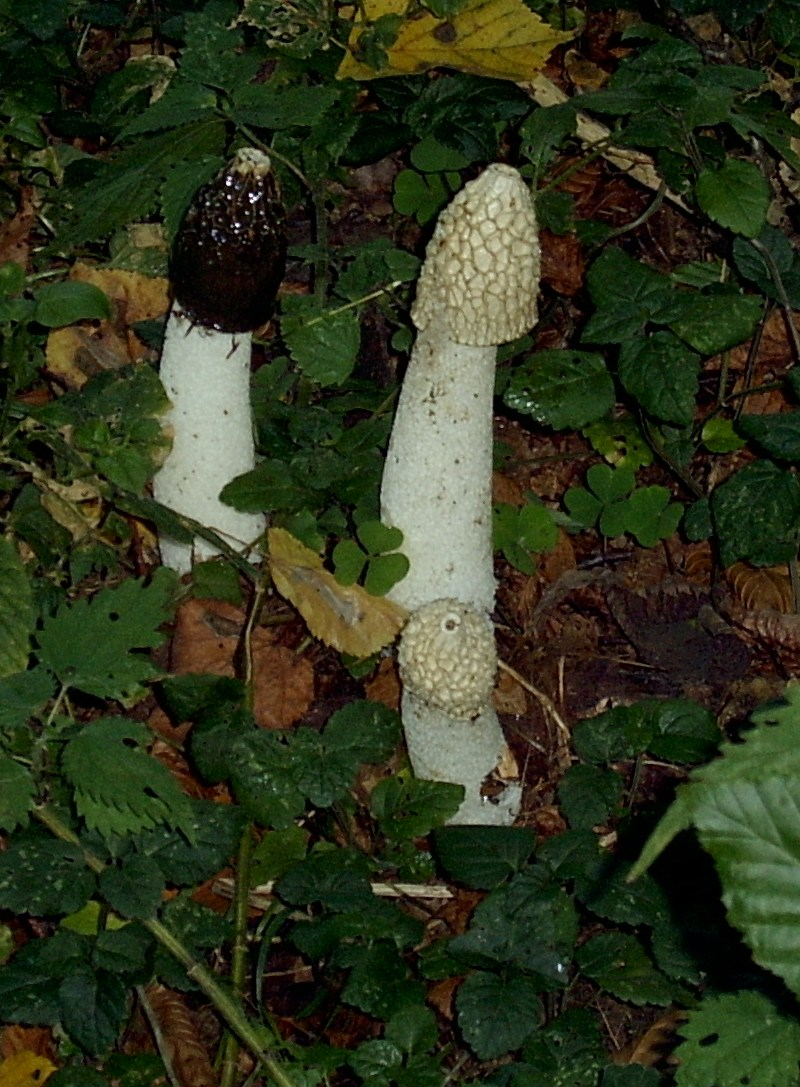
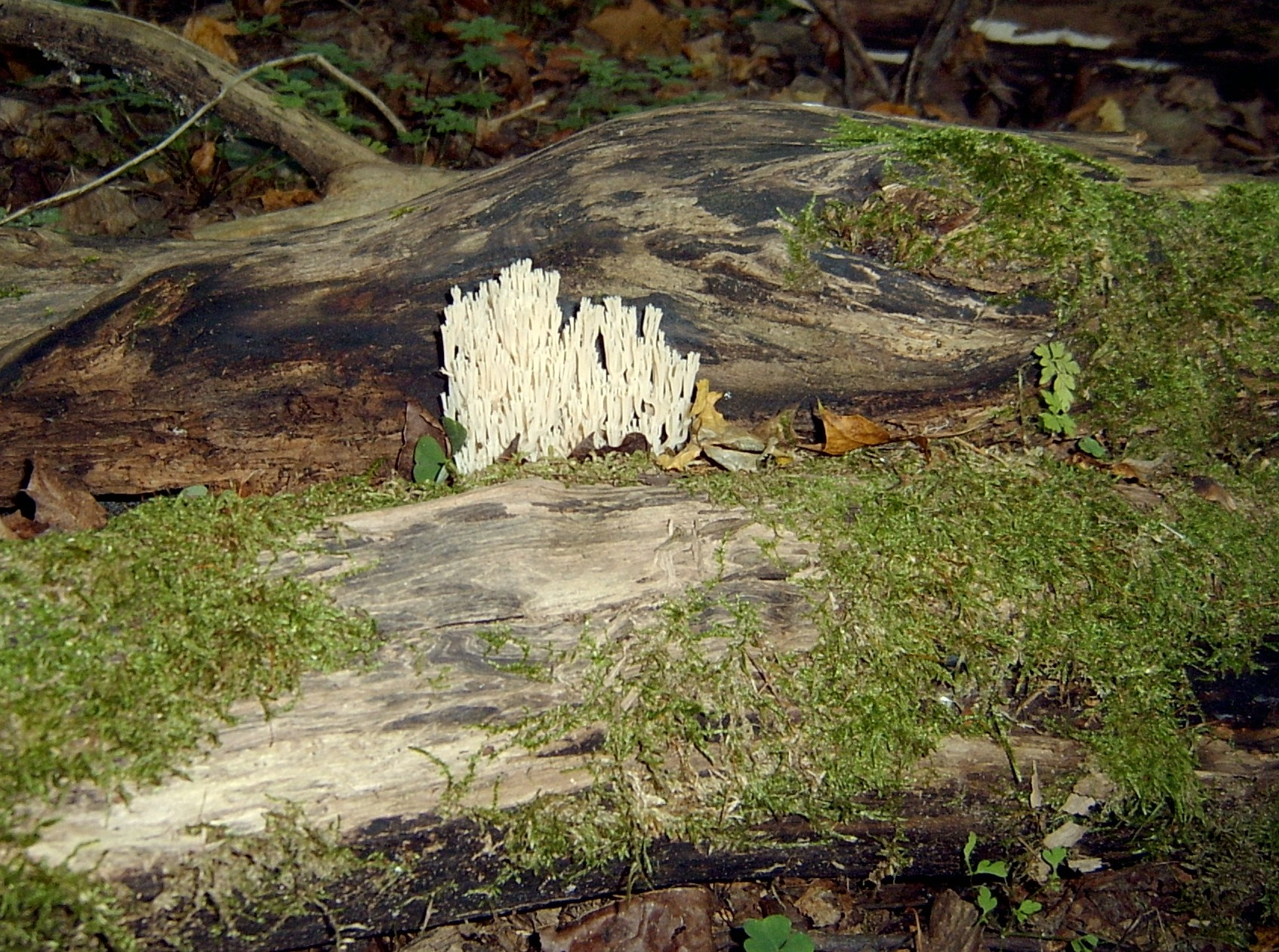
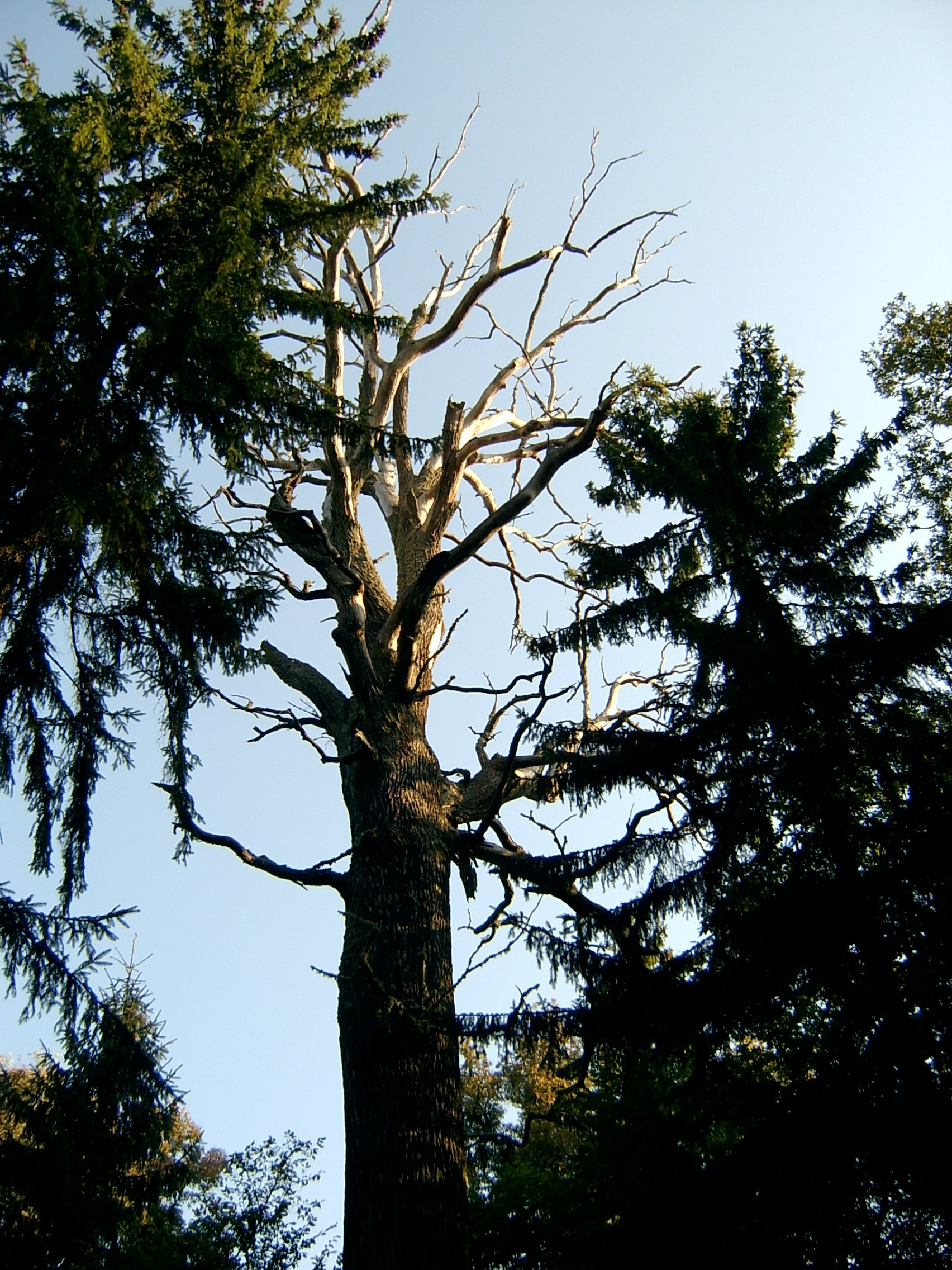

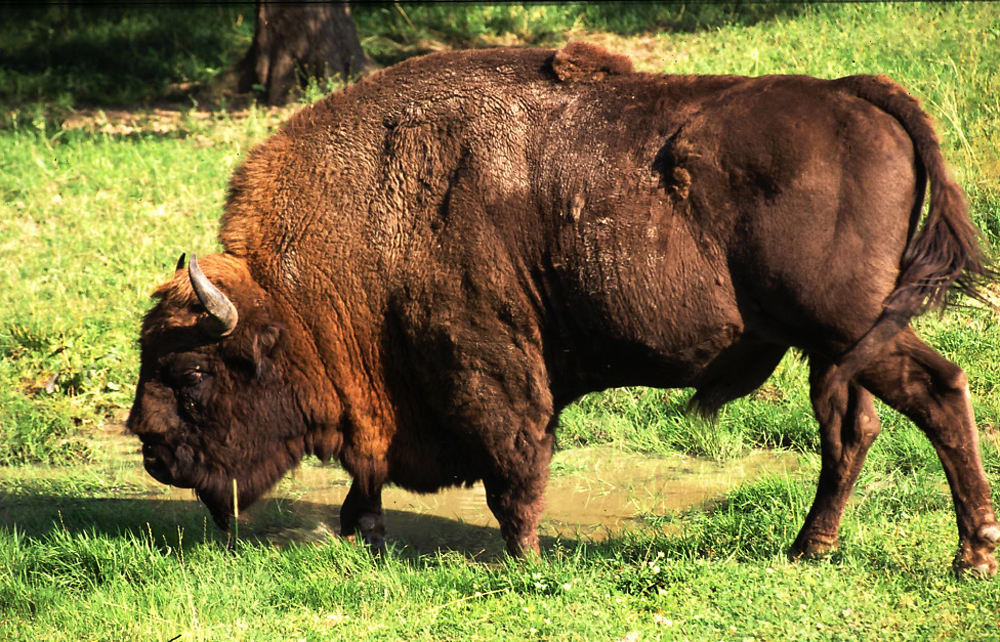
Bison d'Europe (Bison bonasus)

Il y a près de 3 000 espèces végétales référencées dans la forêt, soit près de 30 % des espèces présentes en Pologne. On référence également 1 500 espèces de champignons, 200 espèces de mousses, près de 250 espèces de lichens, et de nombreuses algues.
On rencontre aussi de nombreux arbres : épicéa commun, pin sylvestre, charme, chêne, aulne, tremble et bouleau pour les espèces les plus présentes.

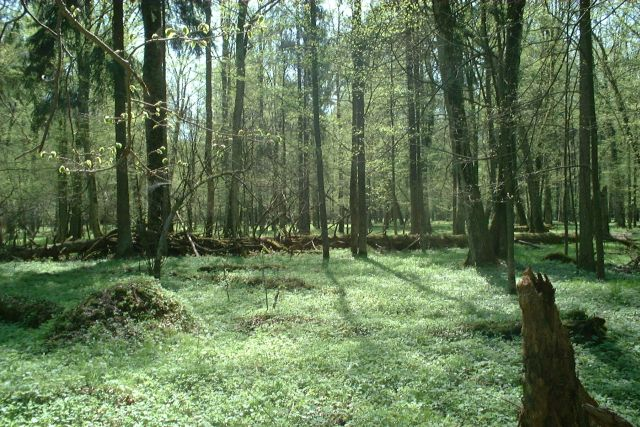
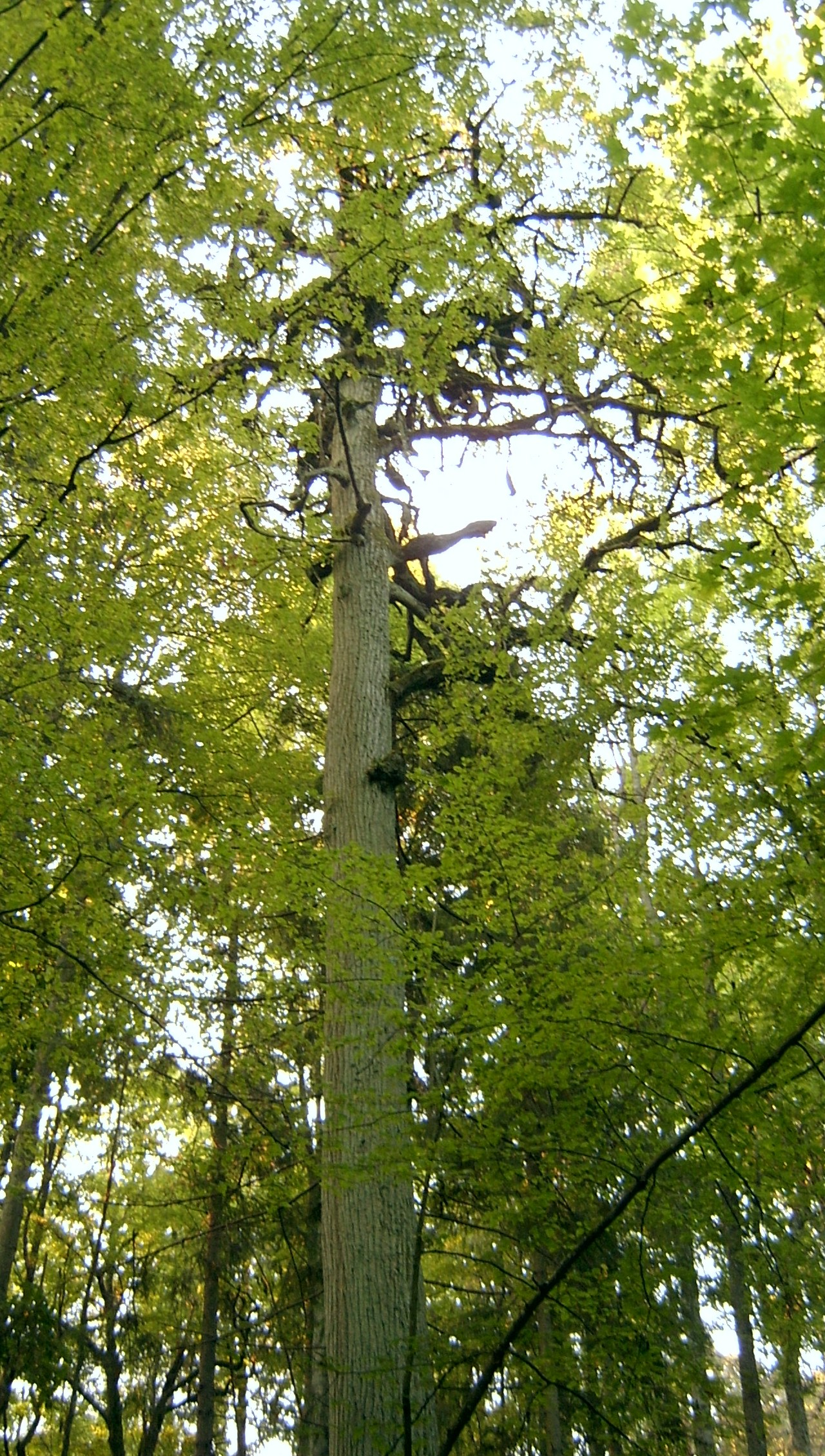
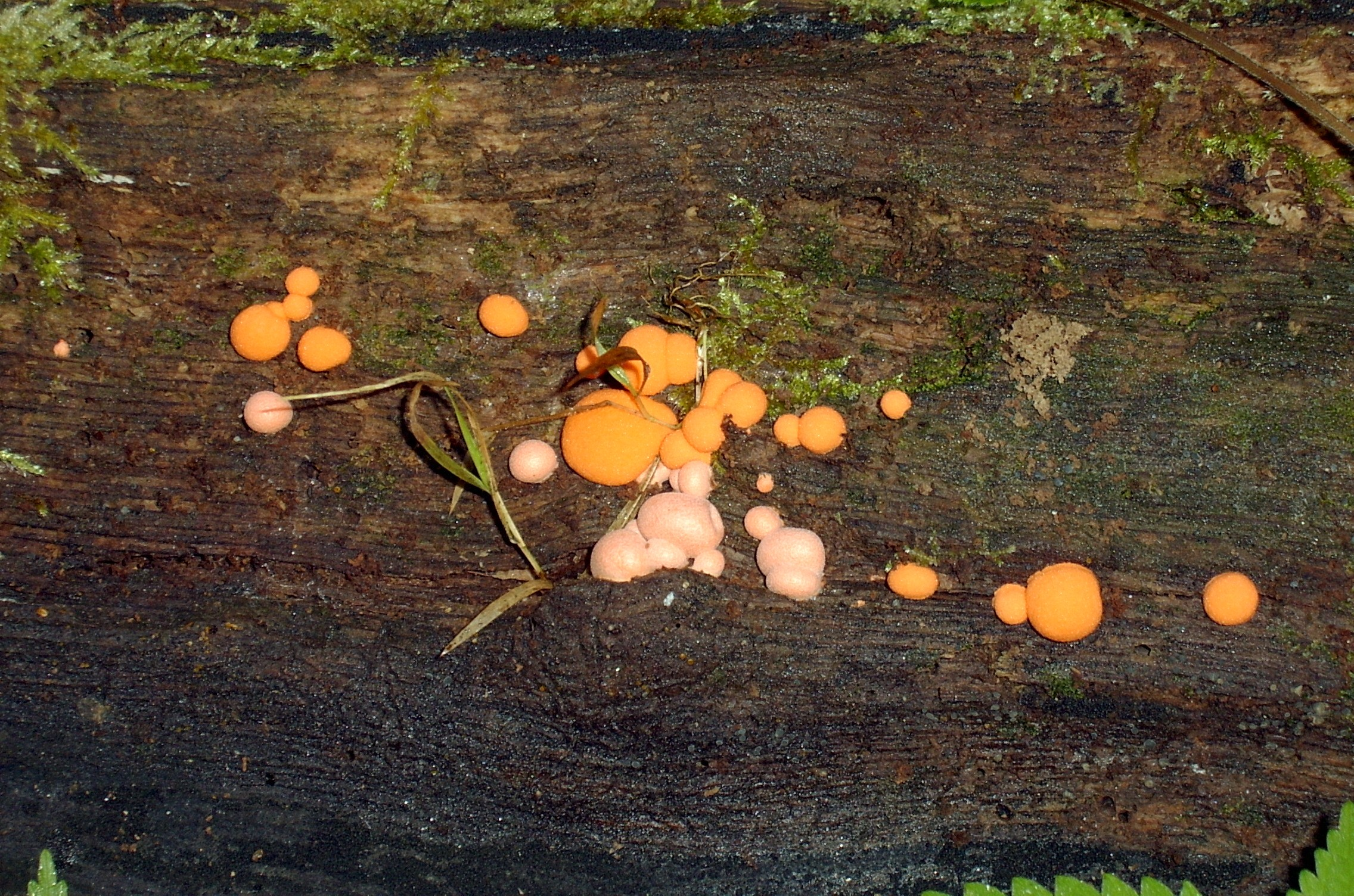
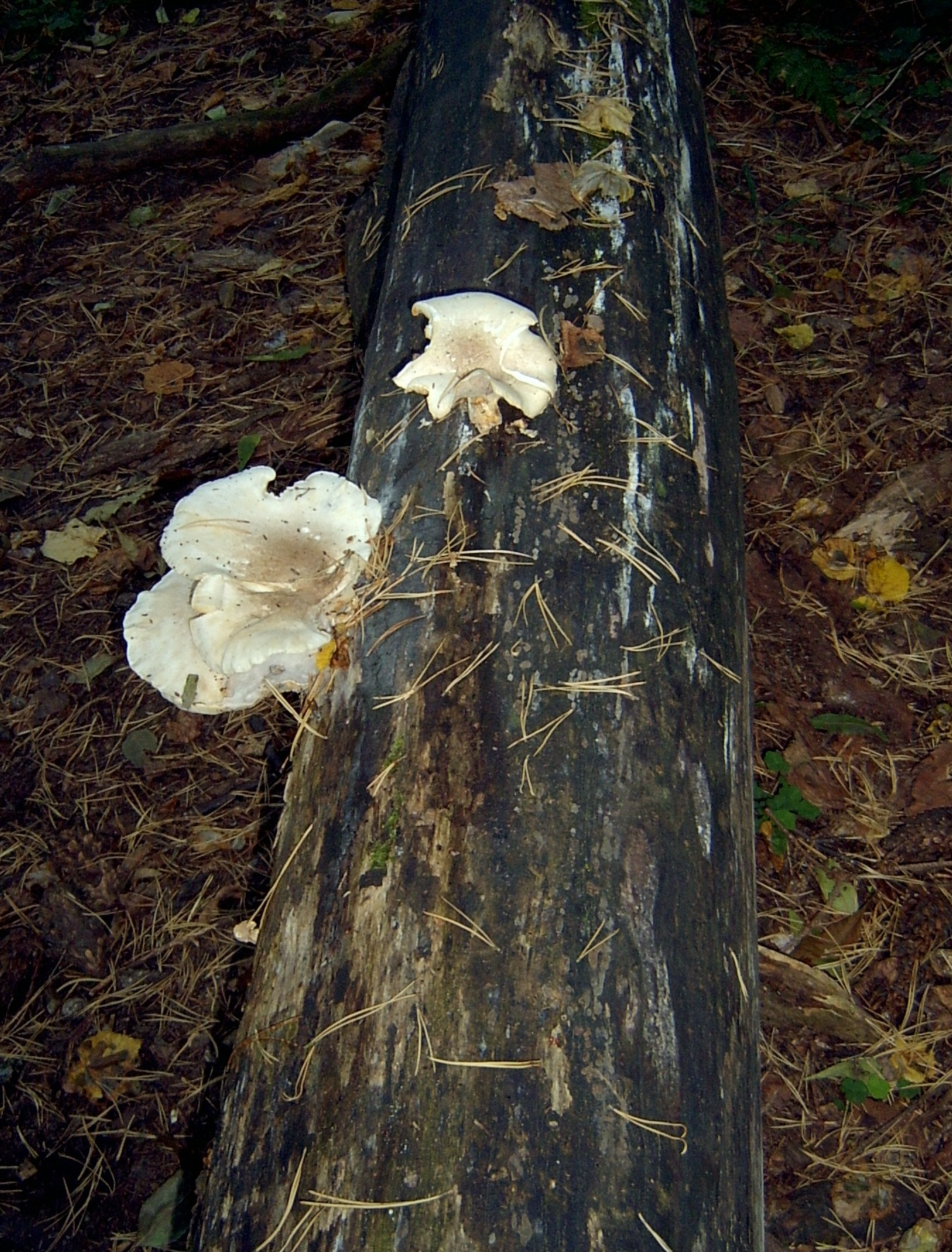

### Faune
On répertorie environ 11 500 espèces différentes, dont de nombreux invertébrés. On y rencontre en particulier le bison d'Europe, autrefois répandu dans toute l'Europe. Le parc abrite 25 % de la population mondiale en 2016 d'après le président du WWF Pologne. On y rencontre également des cerfs, chevreuils, élans et sangliers, ainsi que des chevaux konik polonais. Certains animaux sont plus rares ou plus discrets, tels le loup, qui a été réintroduit, le lynx ou le castor.
Il y a également de nombreux oiseaux, avec un peu moins de 300 espèces référencées dont 7 espèces de rapaces nocturnes. On rencontre également 7 espèces de reptiles, 23 espèces de poissons et 17 espèces d'amphibiens.